# Etta Baker
Etta Baker, née le 31 mars 1913 dans le Comté de Caldwell en Caroline du Nord et morte le 23 septembre 2006 à Fairfax en Virginie, est une guitariste et banjoïste américaine.

## Biographie
Etta Baker naît le 31 mars 1913 dans le Comté de Caldwell en Caroline du Nord.
Elle commence à étudier la guitare avec son père, Boone Reid, à l'âge de trois ans. Spécialiste du blues du Piedmont, elle n'est connue que dans sa région natale, la Caroline du Nord, jusqu'à ce que le chanteur Paul Clayton (en) la découvre.
Elle meurt le 23 septembre 2006 à Fairfax en Virginie.